# Jiorgos Kiriakopulos
Jiorgos Kiriakopulos (ur. 5 lutego 1996 w Patras) – grecki piłkarz występujący na pozycji obrońcy we włoskim klubie Sassuolo oraz w reprezentacji Grecji. Wychowanek Asterasu Tripolis, w trakcie swojej kariery grał także w takich zespołach, jak PAE Ergotelis oraz PAS Lamia.